# Uhliarska dolina

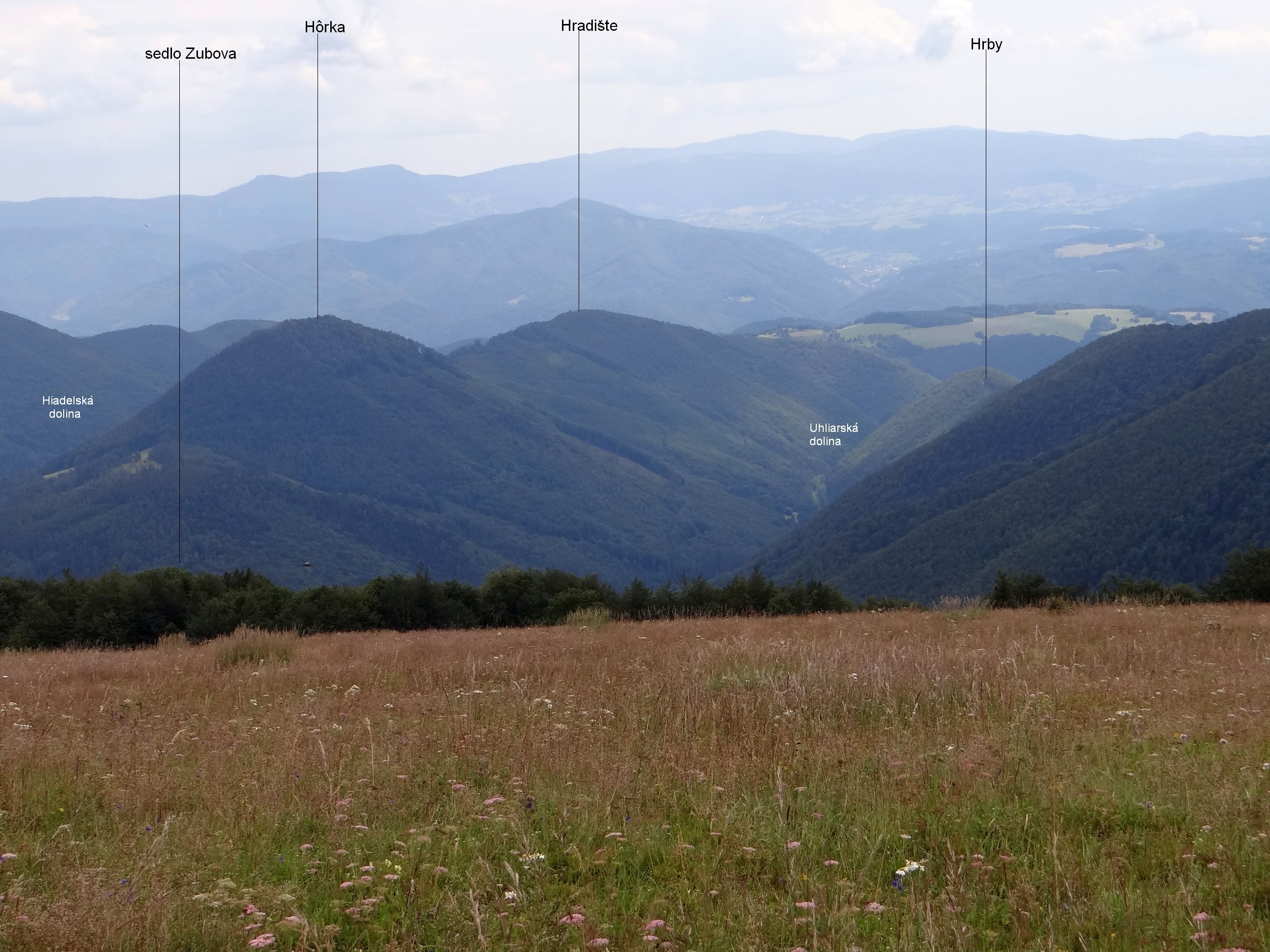
Widok ze szczytu Kečka

Uhliarska dolina – dolina wcinająca się w południowe stoki Starohorskich Wierchów na Słowacji. Jest odgałęzieniem Doliny Górnego Hronu, do której uchodzi w miejscowości Moštenica. Górą podchodzi pod główną grań Starohorskich Wierchów na odcinku od Baraniej hlavy (1206 m) po Kozí chrbát (1330 m). Orograficznie prawe zbocza doliny tworzy Barania hlava i grzbiet Hrby, lewe Kozí chrbát, Hôrka (1017 m), Hradište (958 m) i jego południowy grzbiet. Górą dolina wachlarzowato rozgałęzia się na kilka odnóg. Najdłuższa z nich to Šponga wcinająca się w południowo-zachodnie stoki Kečki (1225 m).
Dnem doliny płynie Uhliarský potok uchodzący do Hronu. Prowadzi wzdłuż niego droga i linia elektryczna do osady Moštenická Kysla znajdującej się w miejscu, w którym dolina wachlarzowato rozgałęzia się. 

## Turystyka
Dnem doliny prowadzi asfaltowa droga do osady Moštenická Kysla, w której jest parking. Drogą tą prowadzi szlak turystyki rowerowej i pieszej.
  Moštenica – Uhliarska dolina – Moštenická Kysla – Sedlo Hadlanka. Odległość 8,6 km, suma podejść 710 m, suma zejść 25 m, czas przejścia: 2:45 h, z powrotem 2:05 h.